# Sân vận động Mbombela
Sân vận động Mbombela là một sân vận động xây xong năm 2009 trước dịp World Cup 2010. Sân vận động nằm ở một khu vực đất cách 6 km về phía tây thành phố Nelspruit, tỉnh lỵ tỉnh Mpumalanga, Nam Phi. Sân vận động này là một trong những nơi tổ chức Giải vô địch bóng đá thế giới 2010. Sân vận động có sức chứa 43.500 chỗ.